# Sadala (Rapla)
Sadala – wieś w Estonii, w prowincji Rapla, w gminie Rapla. W latach 1991–2017 należała do gminy Juuru. W 2011 zamieszkana przez 8 osób.